# Messaoud Boukadoum
Pour les articles homonymes, voir Haouas (homonymie).
 (août 2009).
Si vous disposez d'ouvrages ou d'articles de référence ou si vous connaissez des sites web de qualité traitant du thème abordé ici, merci de compléter l'article en donnant les références utiles à sa vérifiabilité et en les liant à la section « Notes et références ».
Messaoud Boukadoum, dit Si El Haouas ou  Haoues, est une personnalité politique algérienne, militant nationaliste, élu député français, en 1946, né le 6 octobre 1910 à El Harrouch (Algérie) et décédé le 25 décembre 2007 à Skikda. C'est un des premiers à dicter les grandes lignes de la diplomatie algérienne.

## Biographie
Fils d’un agriculteur, il fait ses études à la Sorbonne dans les années 1930. Là, il entre en contact avec les militants de l’Étoile nord-africaine organisation  à laquelle il adhère. De retour en Algérie, il développe les premières cellules de l’ENA dans sa région d’origine et  commence à militer pour l'indépendance au Parti du peuple algérien puis au MTLD. À la suite des massacres de Sétif et des manifestations du 8 mai 1945 à Skikda, il est arrêté par les autorités françaises et détenu d’abord à Constantine puis dans le Sud algérien.
En novembre 1946, il est élu député de la première législature de la quatrième République française.
En 1947, lors de la discussion au Parlement sur le projet de loi sur le statut de l'Algérie, il déclare : « le peuple algérien a une personnalité propre, qui s'est forgée au cours des siècles, personnalité qui lui vient de son unité géographique, de son unité linguistique, historique, religieuse et de son unité de mœurs [...] la seule solution logique et humaine du problème algérien est de permettre au peuple algérien de s'exprimer librement et d'opter pour le régime qui lui plaît par une Constituante souveraine algérienne élue au suffrage universel sans distinction de race ni de religion ». Et également : « La colonisation française ne s’est pas contentée de s’approprier toutes les richesses économiques de l’Algérie et de les exploiter à son unique profit. Elle s’est attaquée également au patrimoine moral et intellectuel de notre peuple, Beaucoup de mosquées furent détruites… La plus belle mosquée d’Alger, Djamaâ Ketchaoua, fut affectée au culte catholique… Également à Constantine, Djamaâ Souk El Ghezel datant de 1730… Mais je n’insiste pas, Surtout pour vous. Quand on vous dit la vérité, cela vous choque. Je le conçois. Nous sommes venus ici, non pour faire des déclarations de loyalisme, mais pour dire ce que nous pensons. ».
Avec treize autres députés algériens, le 27 août, il refuse de prendre part au vote sur le statut. Il ne se représente pas en juin 1951 mais continue à militer au sein du Mouvement pour le triomphe des libertés démocratiques.
Après le déclenchement de la révolution algérienne, en 1955, il sera arrêté une seconde fois et emprisonné dans un camp au sud de la France. Deux ans après, il s’évada pour rejoindre le FLN à l’étranger d'où il s'occupe des relations internationales et sera désigné représentant du Front à Madrid puis secrétaire général du ministère des Affaires étrangères, dirigé par Mohamed Lamine Debaghine du Gouvernement provisoire de la République algérienne (GPRA) en 1958. En 1960, il sera le représentant du GPRA à Belgrade (Yougoslavie), un poste qu’il occupera jusqu'à l’Indépendance. Cette période a été nécessaire pour l’établissement des liens d’amitié entre Boukadoum Messaoud et le président Tito. Durant la guerre, il tentera une médiation entre le FLN et Messali Hadj. À l’indépendance en 1962, il est nommé ambassadeur au Sénégal à Dakar. Il se retire finalement à El Harrouche, sa ville natale.
Selon Abdelhamid Mehri, « C’est lui qui a instauré les premières bases de la diplomatie algérienne »[réf. nécessaire].